# Crush, Kill, Destroy
"Crush, Kill, Destroy" – pierwszy minialbum death metalowego zespołu muzycznego Sarcófago, wydany w marcu 1992 roku.

## Lista utworów
1. Crush, Kill, Destroy - 05:30
2. Little Julie - 04:41
3. Midnight Queen - 06:20
4. Secrets Of A Window - 06:45

## Twórcy
- Wagner Lamounier - śpiew, gitara
- Gerald Minelli - gitara basowa
- Fabio Jhasko - gitara
- Lucio Olliver - perkusja